# Gymnotus ucamara
Gymnotus ucamara är en fiskart som beskrevs av Crampton, Lovejoy och Albert 2003. Gymnotus ucamara ingår i släktet Gymnotus och familjen Gymnotidae. Inga underarter finns listade i Catalogue of Life.